# Ginnastica ai Giochi della XXXII Olimpiade - Sbarra
La finale alla sbarra alle Olimpiadi di Tokyo 2020 si è svolta all'Ariake Gymnastics Centre il 3 agosto.

## Podio
| Oro             | Argento   | Bronzo          |
| Daiki Hashimoto | Tin Srbić | Nikita Nagornyj |

## Qualificazioni
A causa della regola dei passaporti "two per country", l'accesso alla finale è consentito soltanto a due atleti per nazione.
| Pos. | Ginnasta        | Totale | Qual. |
| ---- | --------------- | ------ | ----- |
| 1    | Daiki Hashimoto | 15.033 | Q     |
| 2    | Milad Karimi    | 14.766 | Q     |
| 3    | Tin Srbić       | 14.633 | Q     |
| 4    | Brody Malone    | 14.533 | Q     |
| 5    | Nikita Nagornyj | 14.466 | Q     |
| 6    | Takeru Kitazono | 14.433 | Q     |
| 7    | Tyson Bull      | 14.433 | Q     |
| 8    | Bart Deurloo    | 14.400 | Q     |
| 9    | Marios Georgiou | 14.333 | R1    |
| 10   | Xiao Ruoteng    | 14.266 | R2    |
| 11   | Lin Chaopan     | 14.200 | R3    |

## Classifica
| Pos.    | Ginnasta        | D Score | E Score | Pen. | Totale |
| ------- | --------------- | ------- | ------- | ---- | ------ |
| Oro     | Daiki Hashimoto | 6.500   | 8.566   | –    | 15.066 |
| Argento | Tin Srbić       | 6.500   | 8.400   | –    | 14.900 |
| Bronzo  | Nikita Nagornyj | 6.000   | 8.533   | –    | 14.533 |
| 4       | Brody Malone    | 6.500   | 7.700   | –    | 14.200 |
| 5       | Tyson Bull      | 5.800   | 6.666   | –    | 12.466 |
| 6       | Takeru Kitazono | 6.100   | 6.233   | –    | 12.333 |
| 7       | Bart Deurloo    | 5.600   | 6.666   | –    | 12.266 |
| 8       | Milad Karimi    | 5.000   | 6.266   | –    | 11.266 |